# Anacoemastis glycaea
Anacoemastis glycaea är en fjärilsart som beskrevs av Edward Meyrick 1914. Anacoemastis glycaea ingår i släktet Anacoemastis och familjen praktmalar, Oecophoridae. Inga underarter finns listade i Catalogue of Life.